# Saint-Robert (Quebec)
Saint-Robert (AFI: /sɛ̃ᴚɔbɛᴚ/) es un municipio perteneciente a la provincia de Quebec en Canadá. Está ubicado en el municipio regional de condado (MRC) Pierre-De Saurel en la región de Montérégie-Est.

## Geografía
Saint-Robert se encuentra en la planicie del San Lorenzo, al centro del MRC Pierre-De Saurel. El pueblo está ubicado 15 kilómetros al sureste de Sorel-Tracy. Limita al noroeste con Sainte-Anne-de-Sorel, al noreste y al noreste con Yamaska, al sureste con Saint-Aimé, al sur con Saint-Robert y al oeste con Sainte-Victoire-de-Sorel y Sorel-Tracy. Su superficie total es de 64,56 km², de los cuales 64,53 km² son tierra firme. La Petite rivière Pot au Beurre así como los arroyos Bellevue Nord y Marcel-Roy bañan el territorio.

## Urbanismo
El pueblo de Saint-Robert se encuentra al cruce del chemin Saint-Robert y de la rue Principale. Al norte, el chemin Saint-Robert va hacia el chemin Marie-Victorin ( QC 132 ), que es una carretera nacional que une la población a Sorel-Tracy y a Yamaska. Al sur, el chemin Saint-Robert conecta con la montée Sainte-Victoire ( QC 239 ), que es una carretera regional hacia Sainte-Victoire-de-Sorel y Massueville.

## Historia
La parroquia católica de Saint-Robert, cuyo nombre honra Roberto de Turlande, fue creada en 1855 por separación de las parroquias de Saint-Pierre, de Saint-Aimé y de Sainte-Victoire. El municipio de parroquia de Saint-Robert fue instituido en 1857. En 2009, cambió su estatus por el de municipio de Saint-Robert.

## Política
El consejo municipal se compone del alcalde y de seis consejeros sin división territorial. El alcalde actual (2015) es Gilles Salvas después de 1989.
|            | 2005-2009 | 2009-2013                                                                                        | 2013-2017                                                                                           |
| Alcalde    | Gilles Salvas | Gilles Salvas                                                                                    | Gilles Salvas                                                                                       |
| Consejeros | Gilles Latour Agathe Lebrun* Lucille Pépin Léo Plasse Jean-Pierre Salvas Patricia Salvas** Véronique Salvas** Bertrand Villeneuve* | Stéphane Cournoyer Germain Forcier Gilles Latour Joël Pelletier Patricia Salvas Véronique Salvas | Myriam Chapdelaine Stéphane Cournoyer Gilles Latour Joël Pelletier Patricia Salvas Véronique Salvas |

 * Consejero al inicio del termo pero no al fin.  ** Consejero al fin del termo pero no al inicio. 
A nivel supralocal, Saint-Robert forma parte del MRC de Pierre-De Saurel, antiguamente Bajo Richelieu. El territorio del municipio está ubicado en la circunscripción electoral de Richelieu a nivel provincial y de Bécancour—Nicolet—Saurel (llamada Bas-Richelieu–Nicolet–Bécancour antes de 2015) a nivel federal.

## Demografía
Según el censo de Canadá de 2011, Saint-Robert contaba con 1794 habitantes. La densidad de población estaba de 27,7 hab./km². Entre 2006 y 2011 hubo un aumento de 81 habitantes (4,7 %). En 2011, el número total de inmuebles particulares era de 768, de los cuales 736 estaban ocupados por residentes habituales, otros siendo desocupados o residencias secundarias.
Evolución de la población total, 1991-2015